# 涂家沖駅
涂家沖駅（とかちゅうえき）は、中華人民共和国湖南省長沙市天心区・雨花区にある1号線の駅である。

## 駅構造
- 1号線：側式畳式1面

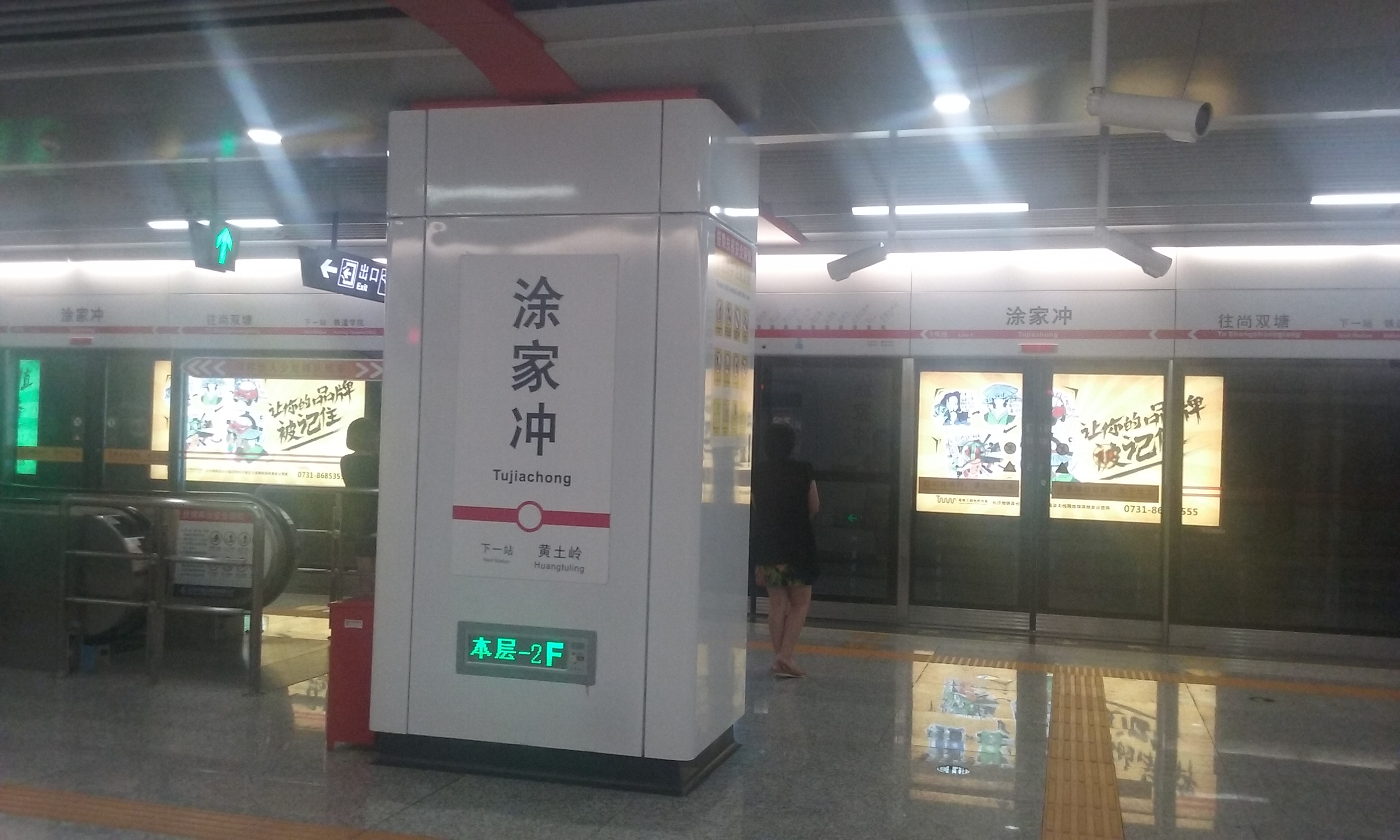
ホーム

## 駅周辺
- 涂家沖
- 長沙市第二十一中学
- 金色大道
- 湖南省質量技術監督局